# Vjekoslav Škrinjar
Vjekoslav Škrinjar est un footballeur croate né le 2 juin 1969. Il évoluait au poste de milieu de terrain.